# Robin Chase
Robin Chase es una emprendedora estadounidense del transporte. Es la cofundadora y ex CEO de Zipcar. También es la cofundadora y ex CEO de Buzzcar, un servicio peer-to-peer o entre pares para compartir automóviles, adquirido por Drivy en 2020. Además, fundó la ya extinta GoLoco.org, una compañía de red de transporte, y es la cofundadora y presidente de Veniam, una compañía de comunicación de red vehicular. Escribió el libro Peers Inc: How People and Platforms are Inventing the Collaborative Economy and Reinventing Capitalism ("Peers Inc: Cómo las personas y las plataformas estan inventando una economía colaborativa y reinventando el capitalismo").

## Estudios
Chase pasó su infancia en el Medio Este y se graduó del  Waterford Kamhlaba United World College of Southern Africa, así como del Wellesley College (B.A.), y el MIT Sloan School of Management (M.B.A.), y ganó una Beca Loeb en la Escuela Superior de Diseño de Harvard.

## Carrera
En 2000, Chase cofundó Zipcar con Antje Danielson. En enero del 2001, Chase despidió a Danielson luego de hacer una petición a la junta de Zipcar para que se le otorgara la habilidad de decidir en materia de contratación y despidos sin consultar a sus miembros. En febrero del 2003, luego de enfrentar dificultades a la hora de conseguir fondos adicionales para la compañía, Chase fue reemplazada por Scott Griffith en su rol como CEO.
Además de Veniam, Chase es actualmente una miembro de la junta del Instituto de Recursos Mundiales, y de Tucows Inc, compañía listada en el Nasdaq.
Anteriormente, se desempeñó en la junta del Departamento de Transporte de Massachusetts, fue miembro del Consejo de Transporte del Foro Económico Mundial, miembro del Consejo Nacional Consultivo sobre Innovación y Emprendimiento, el Comité Asesor del Programa de Sistemas de Transporte Inteligente del Departamento de Transporte de los Estados Unidos, el Grupo de Trabajo "Inalámbrico" del Alcalde de Boston, y el Equipo de Transición del Transporte del gobernador Deval Patrick. 
Ha aparecido en medios de comunicación nacionales de Estados Unidos como el Today Show, el New York Times, y la National Public Radio, y en revistas como Wired, Newsweek y Time, además de haber sido mencionada en varios libros sobre emprendimiento.
Chase aboga por la creación de una red en malla, en la que  dispositivos de usuarios finales creen una red compartida e inalámbrica. También es partidaria de ampliar el acceso a Internet, y participó del evento de inauguración del movimiento Internet for Everyone ("Internet para todos").

## Premios
Chase ha ganado varios premios. Apareció en la lista de las 100 personas más influyentes de 2009 de la revista Time, recibió el Premio del gobernador de Massachusetts al Espíritu Emprendedor, fue nombrada mujer emprendedora del año, apareció en el top 10 diseñadores de la revista Business Week, y también figuró entre los 50 campeones de la innovación de la revista Fast Company. Finalmente, ha recibido premios en materia de tecnología e innovación de parte de las revistas Fortune, CIO, e InfoWorld, así como numerosos premios ambientales otorgados por organizaciones y gobiernos locales, estatales y nacionales.